# Schwanau
Schwanau ist eine Gemeinde in Baden-Württemberg und gehört zum Ortenaukreis.

## Geografie

### Geografische Lage
Schwanau liegt 8 km von Lahr entfernt in der Oberrheinischen Tiefebene und grenzt direkt an den Rhein und damit an Frankreich.

### Nachbargemeinden
Die Gemeinde grenzt im Norden an Meißenheim, im Osten an die Stadt Lahr, im Südosten an die Stadt Mahlberg, im Süden an Kappel-Grafenhausen und im Westen an die elsässischen Gemeinden Rhinau und Gerstheim.

### Gemeindegliederung
Schwanau besteht aus den ehemals selbstständigen Gemeinden Allmannsweier, Nonnenweier, Ottenheim und Wittenweier. Zu den ehemaligen Gemeinden Allmannsweier und Wittenweier gehören jeweils nur die gleichnamigen Dörfer. Zur ehemaligen Gemeinde Nonnenweier gehören das Dorf Nonnenweier und die Häuser Elektrizitätswerk. Zur ehemaligen Gemeinde Ottenheim gehören das Dorf Ottenheim und die Häuser An der Rheinbrücke.

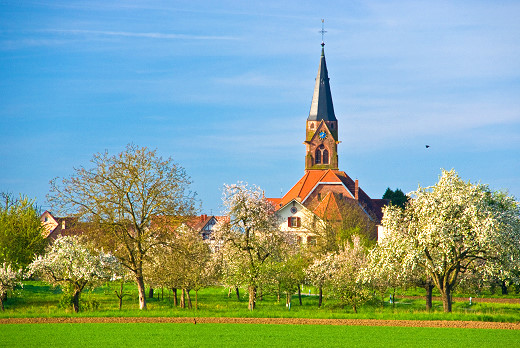
Evangelische Kirche in Schwanau-Nonnenweier

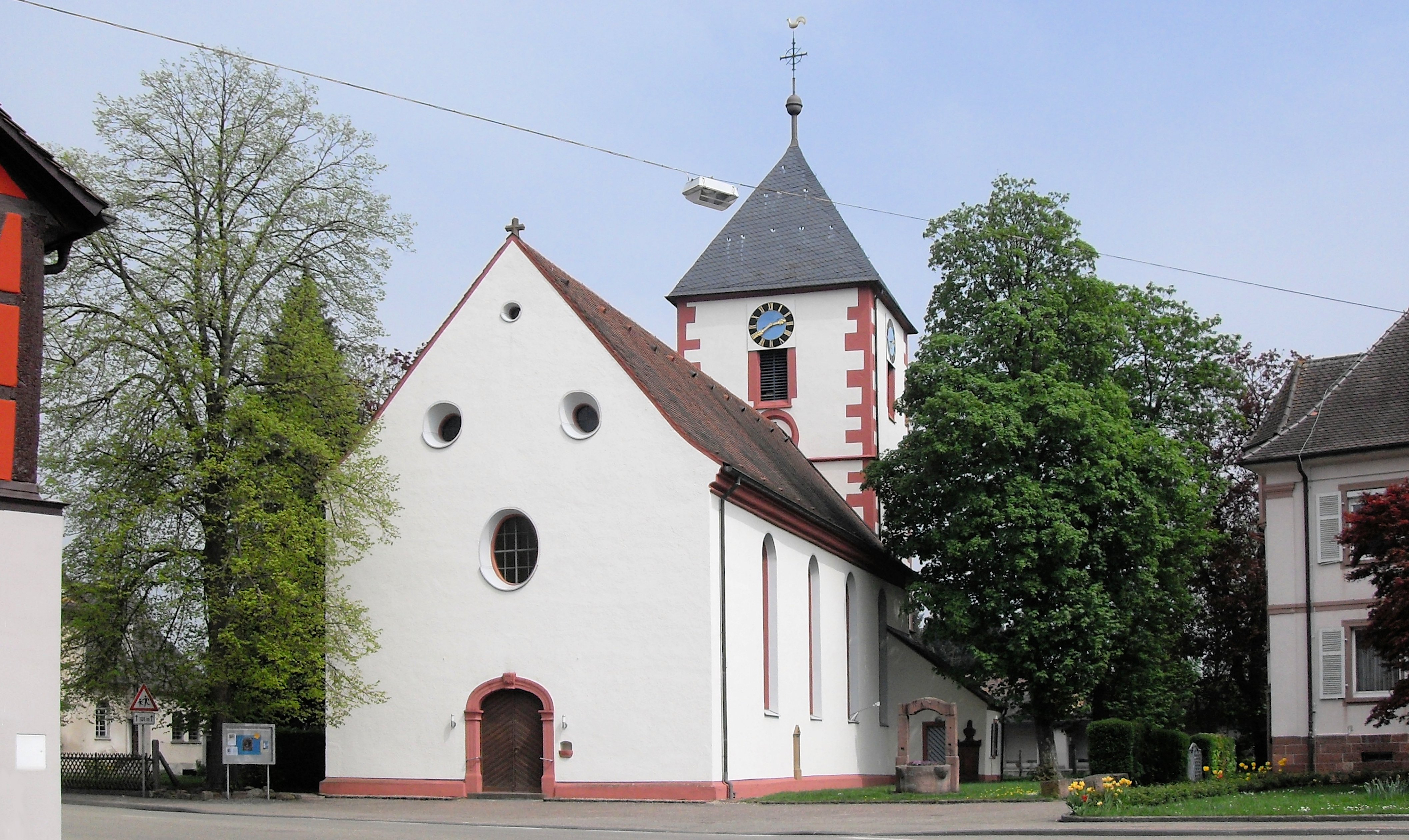
Evangelische Kirche in Schwanau-Ottenheim

## Geschichte
Auf dem Gemeindegebiet wurden zahlreiche archäologische Funde gemacht, insbesondere aus der Hallstatt- und Römerzeit.
Ottenheim darf als der älteste der vier Orte gelten und geht wohl auf eine fränkisch-alemannische Gründung an einem bedeutenden Rheinübergang zurück. Von Ottenheim aus erfolgte in den folgenden Generationen die Erschließung des zu dieser Zeit noch weitgehend sumpfigen Umlandes. Allmannsweier, Nonnenweier und Wittenweier wurden als Ottenheimer Ausbausiedlungen des 8. Jahrhunderts gegründet.
Im Frühmittelalter waren die Dörfer, gemeinsam mit dem sogenannten „Riedgang“ von Mahlberg bis Altenheim, Reichsgut und als Ausstattungsgut dem jeweiligen Ortenaugrafen verliehen. Diese Grafschaftsrechte wurden bis ins frühe 13. Jahrhundert von den Zähringern gehalten. Nach deren Aussterben zog Friedrich II. das Reichsgut der Ortenau, darunter die vier Dörfer Schwanaus, kurzzeitig an das Reich, bald darauf aber kamen sie unter die Herrschaft der Geroldsecker.
Ottenheim und die nahegelegene Burg Schwanau blieben auch nach den Herrschaftsteilungen der Geroldsecker gemeinsamer Besitz der verschiedenen Linien, die Dörfer Allmannsweier, Nonnenweier und Wittenweier gingen aber als Heiratsgut bald in andere Familien über, die in späteren Jahrhunderten der freien Reichsritterschaft angehörten, insbesondere der Böcklin von Böcklinsau. Von diesen Familien wurde früh die Reformation eingeführt. Dies führte immer wieder zu Konflikten mit dem badischen Amtmann auf Mahlberg, der vor allem in Ottenheim noch Rechte hielt und den Protestantismus eindämmen wollte. Dennoch blieben die vier Dörfer bis heute mehrheitlich protestantisch geprägt.
Während der Kriege des 17. und 18. Jahrhunderts wurden alle Dörfer mehrmals zerstört und ausgeplündert. Bei Wittenweier fand 1638 eine Schlacht des Dreißigjährigen Krieges statt. Auch die Kriege nach der französischen Revolution hinterließen ihre Spuren. Im Zuge der Mediatisierung der Reichsritterschaft kamen die Dörfer bis 1806 als eigenständige Gemeinden zum Großherzogtum Baden. Ihre Grenzlage am Rhein führte in verschiedenen Kriegen immer wieder zu Evakuierungen, Verlusten und Zerstörungen, so 1870, 1914, 1940 und 1945. Vor allem Artilleriebeschuss in der Endphase des Zweiten Weltkrieges zerstörte in allen Dörfern viele Gebäude, so auch den Spitzturm der Kirche in Ottenheim, der erst 2015 wieder aufgebaut wurde.
Im Zuge der Verwaltungsreform der 1970er Jahre kamen die Dörfer zum neu gegründeten Ortenaukreis und schlossen sich am 1. Juli 1972 in einer Gemeinde zusammen (Bereits am 1. Dezember 1971 war die Gemeinde Wittenweier nach Ottenheim eingemeindet worden). Die neue Gemeinde erhielt den Namen der alten Geroldseckerburg am Rhein: Schwanau. Zugleich wandelten sich die Orte gemäß ihrer wirtschaftlichen Struktur. Die Anzahl der Haupterwerbslandwirte nahm stetig ab, dagegen wuchsen Industriebetriebe und der Anteil der Pendler, die ihrem Erwerb im nahen Lahr oder anderen Städten nachgehen.

## Religionen
Seit der Reformation sind die Orte der heutigen Gemeinde Schwanau protestantisch geprägt. In allen Ortsteilen gibt es eine evangelische Kirche. In Allmannsweier besteht eine Landeskirchliche Gemeinschaft Augsburgischen Bekenntnisses, während es in Nonnenweier ein evangelisches Diakonissenhaus gibt. Aber auch römisch-katholische Gläubige haben sich wieder angesiedelt und in Ottenheim eine Kirche errichtet. Gemäß Zensus 2011 sind 60 % der Einwohner evangelisch und 23 % katholisch.

## Politik

### Gemeinderat
In Schwanau wird der Gemeinderat nach dem Verfahren der unechten Teilortswahl gewählt. Dabei kann sich die Zahl der Gemeinderäte durch Überhangmandate verändern. Der Gemeinderat besteht aus den gewählten ehrenamtlichen Gemeinderäten und dem Bürgermeister als Vorsitzendem. Der Bürgermeister ist im Gemeinderat stimmberechtigt. Er hat nach der letzten Wahl 18 Mitglieder. Die Kommunalwahl am 9. Juni 2024 führte zu folgendem Endergebnis.

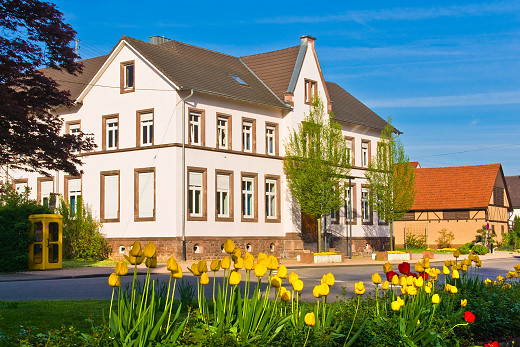
Rathaus der Gemeinde Schwanau im Ortsteil Ottenheim

| Parteien und Wählergemeinschaften | Parteien und Wählergemeinschaften              | % 2024 | Sitze 2024 |        | % 2019 | Sitze 2019 | Kommunalwahl 2024 %403020100 36,3 %32,2 %23,3 %4,7 %3,5 % FWCDUSPDLHLFDWGewinne und Verlusteim Vergleich zu 2019 %p 8 6 4 2 0 −2 −4 −6 −8−10−8,6 %p+7,5 %p−3,1 %p+0,7 %p+3,5 %pFWCDUSPDLHLFDW |
| FWV                               | Freie Wählervereinigung                        | 36,3   | 6          | 44,9   | 8      |            | Kommunalwahl 2024 %403020100 36,3 %32,2 %23,3 %4,7 %3,5 % FWCDUSPDLHLFDWGewinne und Verlusteim Vergleich zu 2019 %p 8 6 4 2 0 −2 −4 −6 −8−10−8,6 %p+7,5 %p−3,1 %p+0,7 %p+3,5 %pFWCDUSPDLHLFDW |
| CDU                               | Christlich Demokratische Union Deutschlands    | 32,2   | 6          | 24,7   | 4      |            | Kommunalwahl 2024 %403020100 36,3 %32,2 %23,3 %4,7 %3,5 % FWCDUSPDLHLFDWGewinne und Verlusteim Vergleich zu 2019 %p 8 6 4 2 0 −2 −4 −6 −8−10−8,6 %p+7,5 %p−3,1 %p+0,7 %p+3,5 %pFWCDUSPDLHLFDW |
| SPD                               | Sozialdemokratische Partei Deutschlands        | 23,3   | 4          | 26,4   | 5      |            | Kommunalwahl 2024 %403020100 36,3 %32,2 %23,3 %4,7 %3,5 % FWCDUSPDLHLFDWGewinne und Verlusteim Vergleich zu 2019 %p 8 6 4 2 0 −2 −4 −6 −8−10−8,6 %p+7,5 %p−3,1 %p+0,7 %p+3,5 %pFWCDUSPDLHLFDW |
| LHL                               | Liste Hartmut Läßle                            | 4,7    | 1          | 4,0    | 1      |            | Kommunalwahl 2024 %403020100 36,3 %32,2 %23,3 %4,7 %3,5 % FWCDUSPDLHLFDWGewinne und Verlusteim Vergleich zu 2019 %p 8 6 4 2 0 −2 −4 −6 −8−10−8,6 %p+7,5 %p−3,1 %p+0,7 %p+3,5 %pFWCDUSPDLHLFDW |
| FDW                               | Freie Demokratische Wählervereinigung Schwanau | 3,5    | 1          | --     | --     |            | Kommunalwahl 2024 %403020100 36,3 %32,2 %23,3 %4,7 %3,5 % FWCDUSPDLHLFDWGewinne und Verlusteim Vergleich zu 2019 %p 8 6 4 2 0 −2 −4 −6 −8−10−8,6 %p+7,5 %p−3,1 %p+0,7 %p+3,5 %pFWCDUSPDLHLFDW |
| Gesamt                            | Gesamt                                         | 100    | 18         | 100    | 18     |            | Kommunalwahl 2024 %403020100 36,3 %32,2 %23,3 %4,7 %3,5 % FWCDUSPDLHLFDWGewinne und Verlusteim Vergleich zu 2019 %p 8 6 4 2 0 −2 −4 −6 −8−10−8,6 %p+7,5 %p−3,1 %p+0,7 %p+3,5 %pFWCDUSPDLHLFDW |
| Wahlbeteiligung                   | Wahlbeteiligung                                | 64,2 % | 64,2 %     | 62,7 % | 62,7 % |            | Kommunalwahl 2024 %403020100 36,3 %32,2 %23,3 %4,7 %3,5 % FWCDUSPDLHLFDWGewinne und Verlusteim Vergleich zu 2019 %p 8 6 4 2 0 −2 −4 −6 −8−10−8,6 %p+7,5 %p−3,1 %p+0,7 %p+3,5 %pFWCDUSPDLHLFDW |

### Bürgermeister
Bürgermeister ist seit dem 1. Oktober 2022 der parteilose Marco Gutmann. Er wurde am 14. August 2022 mit 56,6 Prozent der Stimmen gewählt. Sein Vorgänger war von 1999 bis 2022 Wolfgang Brucker (CDU). Er wurde 2015 bei der Bürgermeisterwahl mit 86,85 Prozent der Stimmen für eine dritte Amtszeit gewählt. Ende April 2022 legte er sein Amt nieder, um das Amt des Verbandsdirektors des Verbands Region Südlicher Oberrhein anzunehmen. Die Bürgermeisterwahl am 15. Mai 2022 gewann mit 57,8 Prozent der Stimmen Alexander Schindler. Er zog seine Kandidatur jedoch krankheitsbedingt kurz vor der Wahl, aber nach der Bewerbungsfrist, zurück, weshalb er auf dem Wahlzettel stand. Schindler erklärte im Anschluss daran, die Wahl nicht anzunehmen, sodass am 14. August 2022 eine Neuwahl stattfand.

### Verwaltungsgemeinschaft
Die Gemeinde ist Sitz der Vereinbarten Verwaltungsgemeinschaft der Gemeinde Schwanau mit der Gemeinde Meißenheim.

### Wappen
Schwanau besitzt ein redendes Wappen. Blasonierung: „In Blau ein schwimmender, flugbereiter, silberner Schwan mit schwarzem Schnabel und roter Zunge; rechts oben ein goldener Dreieckschild mit rotem Zinnenbalken.“
Wappen der Ortsteile

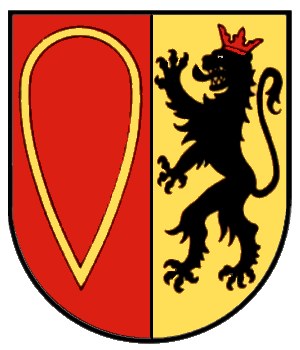
Ottenheim
Allmannsweier
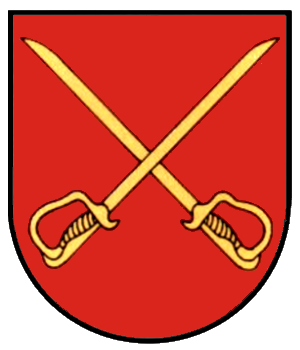
Wittenweier
Nonnenweier

1. ↑  In der Heraldik beziehen sich rechts und links auf die Gegenperspektive.

### Partnerschaften
Schwanau unterhält mit folgenden Städten eine Städtepartnerschaft:
- Daubensand, Département Bas-Rhin, Frankreich
- Euba, Sachsen, Deutschland

## Wirtschaft und Infrastruktur

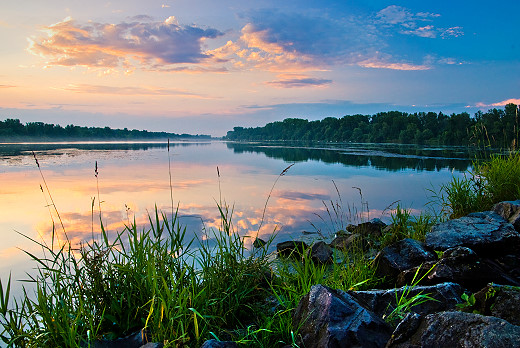
Oberrhein bei Schwanau-Nonnenweier im Abendlicht

### Verkehr
In der Nähe des Ortes liegen die Bundesautobahn 5 und die Landesstraße 75.
Durch eine Alltagsroute aus dem Radnetz Baden-Württemberg entlang der Landesstraße 75 ist der Ortsteil Allmannsweier mit Lahr und in der anderen Richtung an Kürzell vorbei und über Neuried (Ichenheim, Dundenheim und Altenheim) mit Kehl verbunden. 
Schwanau liegt an der rechtsrheinischen Variante Teil des Rheinradwegs, der von der Quelle des Rheins am Oberalppass im Schweizer Kanton Graubünden bis zur Mündung bei Rotterdam führt. Er verläuft von Rheinhausen im Breisgau bis Meißenheim am Rhein entlang. Er ist als Eurovelo-Route 15 (Rheinradweg) und als D-Route 8 (Rhein-Route) ausgewiesen.

### Ansässige Unternehmen
Größter Gewerbesteuerzahler der Gemeinde ist die Herrenknecht AG in Allmannsweier, einer der weltweit führenden Hersteller von Tunnelbohrmaschinen.

### Bildung
Mit der Bärbel-von-Ottenheim-Schule gibt es eine Gemeinschaftsschule in Ottenheim. Die Ludwig-Frank-Schule ist eine Grundschule. Dazu gibt es fünf evangelische und einen römisch-katholischen Kindergarten.

## Persönlichkeiten

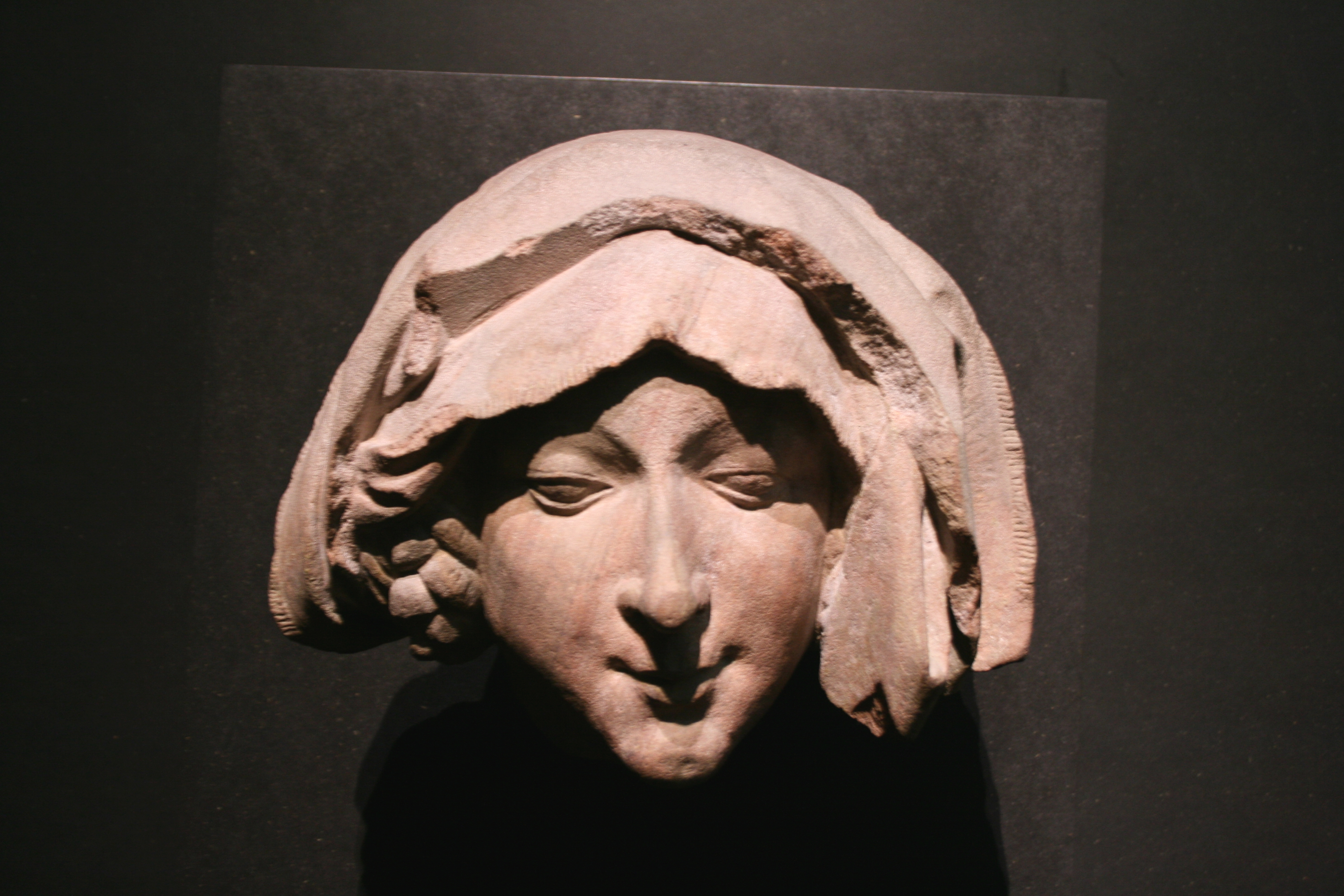
Porträt, das als Bärbel-Darstellung angesehen wird, im Liebieghaus in Frankfurt a. M.

### Söhne und Töchter der Gemeinde
- Bärbel von Ottenheim (1430–1484), Mätresse
- Patricius Schlager (1864–1930), Franziskaner und Historiker
- Wilhelm Herrenknecht (1865–1941), Professor und Begründer der Zahnmedizin an der Universität Freiburg
- Ludwig Frank (1874–1914), Politiker der SPD und Abgeordneter des Reichstags
- Karl August Bühler (1904–1984), Politiker der CDU und Bundes- sowie Landtagsabgeordneter
- Hans-Michael Bender (1943–2025), Politiker der CDU und 1996–2001 Landtagsabgeordneter
- Marc Lerandy (* 1981), ehemaliger Fußballspieler und heutiger Fußballtrainer

### Weitere Persönlichkeiten, die mit der Stadt in Verbindung stehen
- Regine Jolberg (1800–1870), Begründerin des Diakonissenhauses Nonnenweier
- Julius Bender (1893–1966), von 1928 bis 1945 Vorsteher des Diakonissenhauses Nonnenweier, anschließend badischer Landesbischof
- Martin Herrenknecht (* 1942), Ingenieur und Unternehmer, Vorstandsvorsitzender der in Schwanau ansässigen Herrenknecht AG (Tunnelvortriebsmaschinen)
- Armin Emrich (* 1951), ehemaliger Handballspieler, von 2005 bis 2009 Trainer der deutschen Handballnationalmannschaft der Frauen, wohnt in Allmannsweier
- Martin Löffler (* 1968), Politiker (SPD), war Mitglied des Gemeinderats von Schwanau und des Ortschaftsrats von Ottenheim